# Composto meso

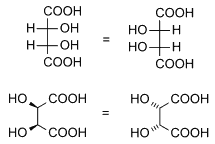
Forma meso dell'acido tartarico (notare che le due strutture sono identiche). Di questo composto esiste anche la coppia di enantiomeri (2R,3S) e (2S,3R). Il piano di simmetria divide la molecola orizzontalmente, facendola essere speculare.

Si definisce composto meso un composto chimico la cui molecola contiene più stereocentri ma nel suo complesso, a causa dell'esistenza di un piano di simmetria interno, risulta otticamente inattivo. Tale genere di composto presenta tipicamente degli stereoisomeri che tra loro sono enantiomeri. Alcune forme meso si possono riconoscere, per esempio, perché i sostituenti legati agli atomi chirali sono gli stessi e si trovano (in una proiezione di Fischer) dallo stesso lato della molecola.
A differenza di un racemo, miscela equimolecolare di una coppia di enantiomeri, un composto meso è un composto puro che non presenta attività ottica. Il termine "compensazione interna", utilizzato per spiegare l'assenza di attività ottica dei composti meso, è obsoleto e il suo uso è fortemente scoraggiato dalla IUPAC.

## Composti ciclici
Anche i composti ciclici possono presentare forme meso, come nel caso dell'isomero cis del ciclopropano 1,2-sostituito. Anche i derivati disostituiti del cicloesano possono essere composti meso.